# 18 Pułk Piechoty Liniowej
18 Pułk Piechoty Liniowej – polski pułk piechoty okresu powstania listopadowego.

## Formowanie i zmiany organizacyjne
Po abdykacji Napoleona, car Aleksander I wyraził zgodę na odesłanie oddziałów polskich do kraju. Miały one stanowić bazę do tworzenia Wojska Polskiego pod dowództwem wielkiego księcia Konstantego. 13 czerwca 1814 pułkowi wyznaczono miejsce koncentracji w Bydgoszczy. Pułk nie został jednak odtworzony, bowiem etat armii Królestwa Polskiego przewidywał tylko 12 pułków piechoty. Nowe pułki piechoty sformowano dopiero po wybuchu powstania listopadowego. Rozkaz dyktatora gen. Józefa Chłopickiego z 10 stycznia 1831 nakładał obowiązek ich organizowania na władze wojewódzkie. 18 pułk piechoty tworzony był w województwie płockim pierwotnie pod nazwą: 2 Pułk Województwa Płockiego. Zgodnie z etatem pułk miał składać się ze sztabu i trzech batalionów piechoty liniowej po cztery kompanie, winien liczyć 57 oficerów, 216 podoficerów, 40 muzykantów, i 2355 szeregowych frontowych i 27 żołnierzy niefrontowych. W sumie w pułku miało służyć 2695 żołnierzy. 
Na początku maja pułk przeszedł do 1 Dywizji Piechoty w miejsce walczących na Lubelszczyźnie pododdziałów.

## Żołnierze pułku
Pułkiem dowodzili:
- ppłk Józef Zboiński
- ppłk Jakub Pacanowski
- ppłk Antoni Białkowski (od 13 czerwca 1831, awansował na płk 19 sierpnia)

## Walki pułku
Pułk brał udział w walkach w czasie powstania listopadowego.
Bitwy i potyczki:
- Szelków (16 i 18 kwietnia)
- Ostrołęka (18 maja)
- Rajgród (29 maja)
- Tokary (20 czerwca)
- Szawle (7 lipca)
- Mieszkucie (10 lipca)
- Malaty (16 lipca)
- Warszawa (6 i 7 września)

W 1831 roku, w czasie wojny z Rosją, żołnierze pułku otrzymali 1 kawalerski, 20 złotych i 17 srebrnych krzyży Orderu Virtuti Militari.

## Uzbrojenie i umundurowanie
Uzbrojenie podstawowe piechurów stanowiły karabiny skałkowe. Pierwotnie  było to karabiny francuskie wz. 1777 (kaliber 17,5 mm), później zastąpione rosyjskimi z fabryk tulskich wz. 1811 (kaliber 17,78 mm). Poza karabinami piechurzy posiadali bagnety i tasaki (pałasze piechoty). Wyposażenie uzupełniała łopatka saperska, ładownica na 40 naboi oraz pochwa na bagnet. 
Umundurowanie piechura składało się z granatowej kurtki i sukiennych, białych spodni. Poszczególne pułki miały odmienne kolory naramienników, wyłogów oraz kołnierzy. Używano czapek czwórgraniastych. Po reformie w roku 1826 wprowadzono pantalony zapinane na guziki. Czapki czwórgraniaste zastąpiono kaszkietami z czarnymi daszkami i białymi sznurami. Na kaszkiecie znajdowała się blacha z orłem, numer pułku oraz ozdobny pompon.
Wyłogi niebieskie.